# الخطوط العريضة للجيولوجيا
المقدمة التالية مقدمة موجزة ودليل موضوعي إلى الجيولوجيا:
الجيولوجيا - وهو أحد علوم الأرض - هو دراسة الأرض، باستثناء الحياة المعاصرة، وتدفق المحيطات، والغلاف الجوي بشكل عام. يشتمل مجال الجيولوجيا على تكوين الأرض وبنيتها وخصائصها الفيزيائية وتاريخ مكوناتها والعمليات التي تشكلها. يدرس الجيولوجيون عادة الصخور والرواسب والتربة والأنهار والموارد الطبيعية.

## فروع الجيولوجيا
تنطبق الجيولوجيا في المقام الأول على الأرض، ولكن يمكن تطبيقها على أي كوكب أو جسم خارج كوكب الأرض.

### جيولوجيا الأرض
التخصصات الفرعية للجيولوجيا:
- الجيولوجيا الحيوية: دراسة التفاعلات بين الغلاف الحيوي والغلاف الصخري للأرض.
- الجيولوجيا الاقتصادية: علم يختص بالمواد الأرضية ذات القيمة الاقتصادية.
- الجيولوجيا الهندسية: تطبيق الجيولوجيا في الممارسة الهندسية.
- الجيولوجيا البيئية: علم التطبيق العملي للجيولوجيا في مشاكل البيئة.
- الكيمياء الجيولوجية: علم يطبق الكيمياء لتحليل النظم الجيولوجية.
- النمذجة الجيولوجية: علم تطبيقي لإنشاء نماذج محوسبة لأجزاء من قشرة الأرض.
- علم شكل الأرض: الدراسة العلمية للتضاريس الأرضية.
- الفيزياء الأرضية: فيزياء الأرض وما يحيط بها.
- الجيولوجيا التاريخية: دراسة التاريخ الجيولوجي للأرض.
- هيدروجيولوجيا: دراسة توزيع وحركة المياه الجوفية.
- علم المحيطات الجيولوجية: دراسة تاريخ وبنية قاع المحيط.
- علم المعادن: الدراسة العلمية للمعادن والتحف المعدنية.
- جيولوجيا التعدين: استخراج المعادن القيمة أو المواد الجيولوجية الأخرى من الأرض.
- علم الحفريات: دراسة الحياة قبل العصر الهولوسيني.
- جيولوجيا البترول: دراسة أصل ووجود وتحرك وتراكم واستكشاف الوقود الهيدروكربوني.
- علم الصخور: فرع من الجيولوجيا يدرس تكوين وتركيبة وتوزيع وبنية الصخور.
- علم الرواسب: دراسة الرواسب الطبيعية وعمليات تكوينها.
- علم وصف طبقات الأرض: دراسة طبقات الصخور وتكوينها.
- الجيولوجيا البنائية: علم وصف وتفسير التشوه في قشرة الأرض.
- علم البراكين: دراسة البراكين والحمم والصهارة والظواهر المرتبطة بها.

### جيولوجيا الكواكب
انظر أيضاً: جيولوجيا كواكب النظام الشمسي – جيولوجيا عطارد، الزهرة، الأرض، المريخ وسيريس
جيولوجيا الكواكب - علم جيولوجيا الأجرام الفلكية التي تدور حول النجوم
- جيولوجيا عطارد - التركيب الجيولوجي وتكوين كوكب عطارد
- جيولوجيا الزهرة - التركيب الجيولوجي وتكوين الكوكب الثاني من الشمس
- جيولوجيا القمر - التركيب والتكوين للقمر
- جيولوجيا المريخ - الدراسة العلمية لسطح القشرة وداخل كوكب المريخ
- جيولوجيا المشتري - الكوكب الخامس من الشمس
- جيولوجيا زحل - الكوكب السادس من الشمس
- جيولوجيا أورانوس - الكوكب السابع من الشمس
- جيولوجيا نبتون - الكوكب الثامن من الشمس

## مبادئ الجيولوجيا
- مبدأ العلاقات المتقاطعة: ينص هذا المبدأ على أن السمة الجيولوجية التي تتقاطع مع أخرى تعتبر الأحدث من الاثنتين.
- قانون الشظايا المشمولة: الفتات (الحطام الصخري) الموجود داخل صخرة ما يكون أقدم من تشكّل الصخرة نفسها.
- الوتيرة الواحدة: يفترض هذا المبدأ أن القوانين والعمليات الطبيعية في الكون ثابتة عبر الزمان والمكان.
- مبدأ الافقية الأصلية: تترسب طبقات الرواسب بشكل أفقي تقريبًا تحت تأثير الجاذبية.
- مبدأ التراكب الطباقي: في التتابعات الطبقية غير المشوهة، تكون الطبقات الأقدم في أسفل التسلسل.
- مبدأ تعاقب الحياة: مفهوم في علم الجيولوجيا يدرس تسلسل ظهور وتطور أشكال الحياة عبر الزمن.

### العمليات الجيولوجية
- تكوين الصخور [الإنجليزية] : العمليات التي تؤدي إلى تشكل الصخور.

## تاريخ الجيولوجيا
- تاريخ الجيولوجيا
  - التاريخ الجيولوجي للأرض - تسلسل الأحداث الجيولوجية الرئيسية في ماضي الأرض
  - خط الزمن للجيولوجيا - قائمة زمنية بالأحداث البارزة في تاريخ علم الجيولوجيا

## الأقاليم الجيولوجية

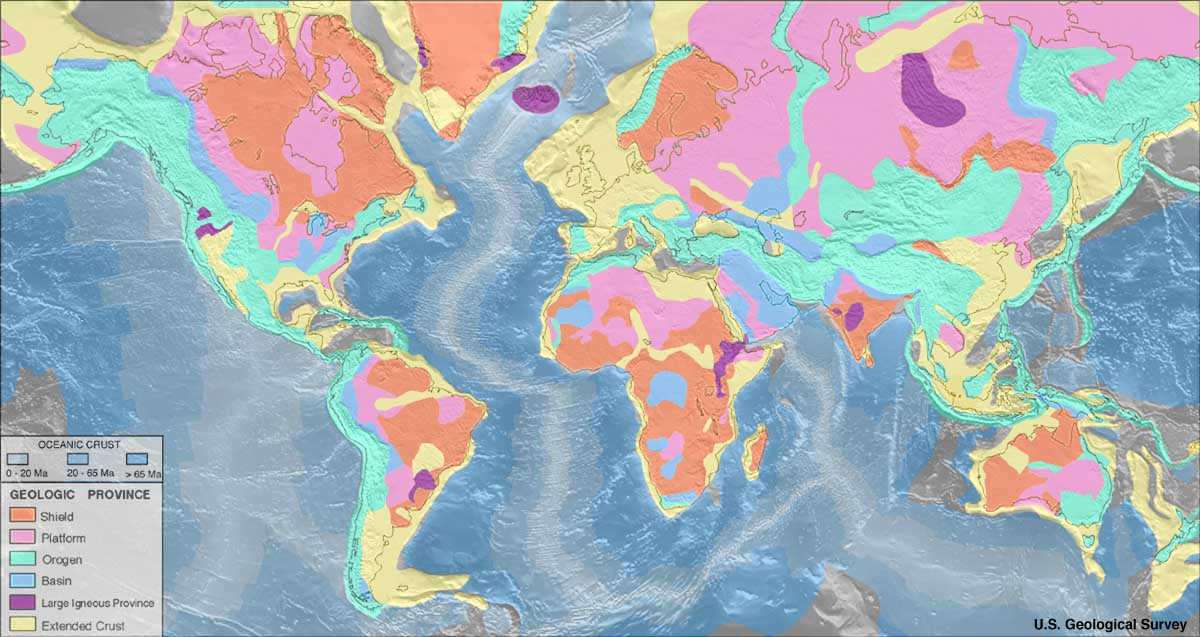
المقاطعات الجيولوجية العالمية
القشرة المحيطية المحافظات الجيولوجية
Shield درع

الإقليم الجيولوجي: كيان مكاني له خصائص جيولوجية مشتركة. قد تحتوي المقاطعة على عنصر بنيوي مهيمن واحد مثل حوض أو حزام طي أو عدد من العناصر المتصلة ذات الصلة. قد تكون المقاطعات المجاورة متشابهة في البنية ولكنها تعتبر منفصلة بسبب اختلاف التاريخ.
اقاليم جيولوجية بناءً على الأصل:
- الدرع: منطقة مستقرة كبيرة من صخور ما قبل الكمبري المتحولة المكشوفة
  - المنصة: منطقة قارية مغطاة بطبقات رسوبية مسطحة أو مائلة بشكل لطيف، بشكل رئيسي
- الحزام الأوروجيني [الإنجليزية]: منطقة تأثرت بتكوين الجبال
  - قوس الجزيرة: أرخبيل على شكل قوس يتكون من نشاط زلزالي مكثف لسلاسل طويلة من البراكين النشطة
  - قوس قاري [الإنجليزية]: نوع من القوس البركاني يحدث على طول الهامش القاري
  - قوس أمامي: المنطقة الواقعة بين خندق محيطي والقوس البركاني المصاحب
- الحوض المحيطي: حوض جيولوجي تحت البحر
  - حوض الكراتون: جزء قديم ومستقر من الوشاح القاري
  - حوض أمامي، المعروف أيضًا باسم حوض مقدمة عميق: حوض هيكلي يتطور بجوار حزام جبلي وبالتوازي معه
- إقليم ناري كبير: تراكم إقليمي ضخم للصخور النارية
- قشرة ممتدة: الغلاف الصلب الخارجي للأجرام الفلكية
  - الصدع: هو مساحة مستقيمة تتحرَّك عندها القشرة الأرضية والغلاف الصَّخري باتجاهين مُتعَاكسين

## الصفائح التكتونية
- تكتونية الصفائح – حركة الغلاف الصخري للأرض

## المهن في الجيولوجيا
يُدرج قاموس المهن التالية ضمن مجال الجيولوجيا، والذي يُعرفه بأنه "يهتم بدراسة تكوين وبنية والتاريخ الفيزيائي والبيولوجي لقشرة الأرض وتطبيق هذه المعرفة في مجالات مثل علم الآثار والتعدين والبناء والتأثير البيئي":
- عالم بلورات: الدراسة العلمية لبنية البلورات
- مساح: مساحون بارزون
- جيولوجي: عالم يدرس الجيولوجيا
- جيولوجي البترول: عالم الأرض الذي يعمل في الجوانب الجيولوجية لاكتشاف وإنتاج النفط
- الباحث الجيوفيزيائي: الجمع المنهجي للبيانات الجيوفيزيائية للدراسات المكانية
- جيوفيزيائي: فيزياء الأرض وما يحيط بها
- عالم مائي: علم حركة وتوزيع ونوعية المياه على الأرض والكواكب الأخرى
- معادن: الدراسة العلمية للمعادن والتحف المعدنية
- عالم الأحياء القديمة: دراسة الحياة قبل العصر الهولوسيني
- عالم صخور: فرع من الجيولوجيا يدرس تكوين وصخرية وتوزيع وبنية الصخور
- خبير الزلازل: الدراسة العلمية للزلازل وانتشار الموجات المرنة عبر كوكب
- طبقي صخري: دراسة طبقات الصخور وتكوينها
- عالم براكين
- مهندس تربة[2]
- رئيس المعمل الجيوفيزيائي (الوظائف البديلة: مدير، جيوفيزيائي)[3]
- مساعد جيولوجي (بترول وغاز)[4]
- باحث المعادن [الإنجليزية]: البحث المادي عن المعادن
- مساعد علم الأحياء القديمة: دراسة الحياة قبل العصر الهولوسيني
- مساعد مختبر (بترول وغاز) (الوظائف البديلة: محلل، استكشاف جيوكيميائي؛ محلل لب؛ فني مختبر)[5]

## جيولوجيون مؤثرون
قائمة الجيولوجيين [الإنجليزية] - قائمة مقالات ويكيبيديا عن الجيولوجيين البارزين

## قوائم الجيولوجيا
- معجم المصطلحات الجيولوجية: قائمة بتعريفات المصطلحات الجيولوجية.
- قوائم السمات الجيولوجية للمجموعة الشمسية [الإنجليزية]: دليل لقوائم السمات الجيولوجية على الكويكبات والأقمار والكواكب الأخرى غير الأرض.
- المقياس الزمني الجيولوجي: نظام يربط الطبقات الجيولوجية بالزمن.
- قائمة المركبات [الإنجليزية]: فهرس لمقالات عن المركبات الكيميائية.
- قائمة الزلازل.
- قائمة العناصر الكيميائية: قائمة بالعناصر الكيميائية.
- قائمة الجيولوجيين الروس [الإنجليزية]: قائمة بمقالات ويكيبيديا حول علماء الأرض الروس البارزين.
- قائمة الانفجارات البركانية الكبرى: قائمة بأكبر الانفجارات البركانية.
- قائمة المعادن: قائمة بالمعادن التي تحتوي على مقالات في ويكيبيديا.
- قائمة حقول النفط: بعض أهم حقول النفط في الماضي والحاضر.
- قائمة مقالات عن الصفائح التكتونية [الإنجليزية]: قائمة هرمية من المقالات المتعلقة بتكتونية الصفائح.
- قائمة أنواع الصخور [الإنجليزية]: قائمة بأنواع الصخور التي يميزها الجيولوجيون.
- قائمة الصفائح التكتونية: نظرة عامة على أنواع مختلفة من الصفائح التكتونية.
- قوائم البراكين: قوائم بالبراكين.

## انظر ايضا
- الخطوط العريضة للجغرافيا [الإنجليزية] - قائمة الخطوط العريضة للمقالات المتعلقة بالجغرافيا
- الاتحاد الجيوفيزيائي الأمريكي
- جمعية لندن الجيولوجية